# Hsekiu
Hsekiu a fost faraon (predinastic) al Egiptului antic. 